# Lightweight Helmet

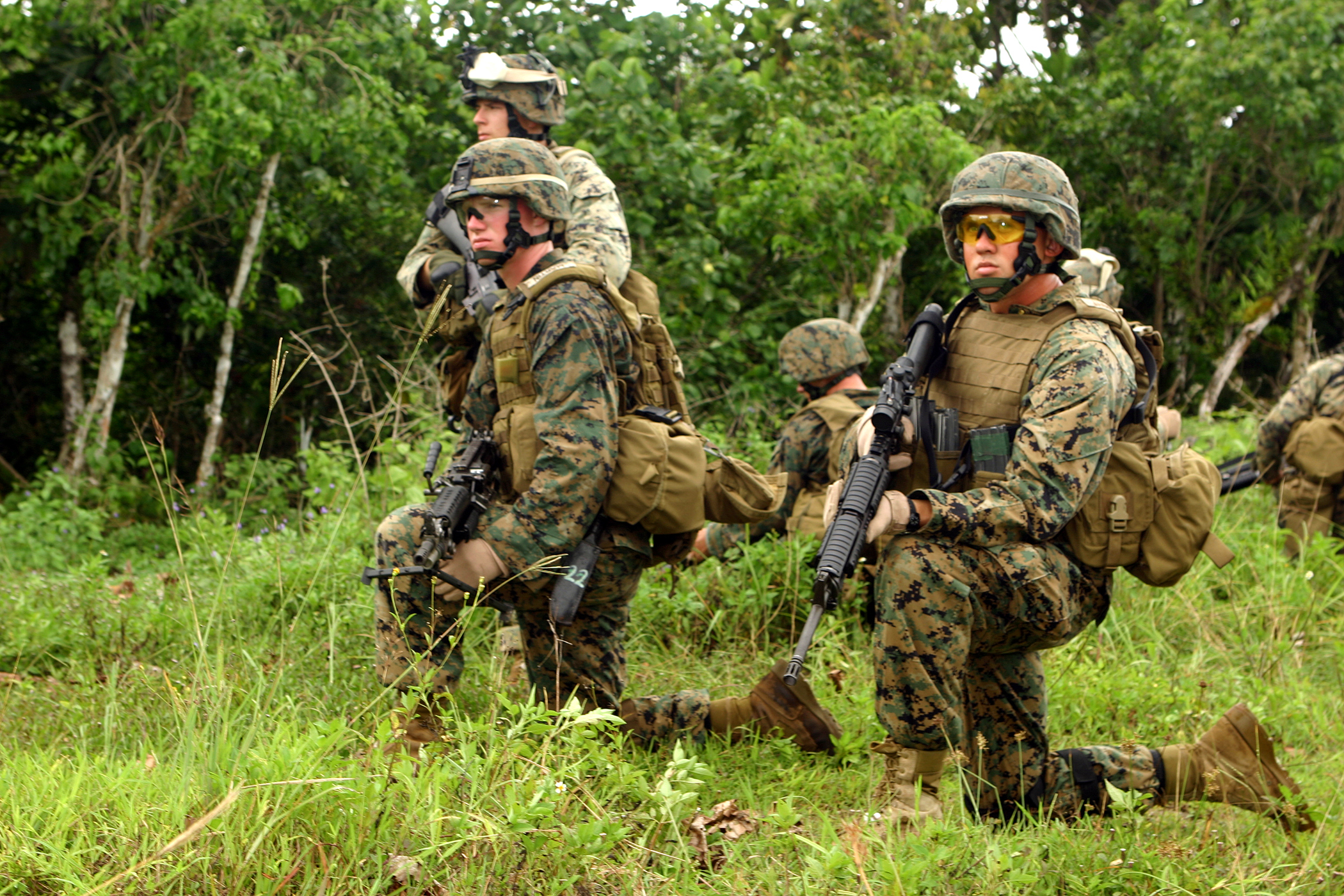
Marines della 31st Marine Expeditionary Unit mentre indossano gli LWH.

Il Lightweight Helmet (LWH, elmetto leggero) è l'attuale elmetto in dotazione ai membri del Corpo dei Marines degli Stati Uniti d'America.
L'elmetto, realizzato prevalentemente in Kevlar, è stato distribuito a partire dalla fine del 2004 in sostituzione del vecchio modello facente parte del pacchetto PASGT. Il nuovo elmetto risulta più leggero del PASGT pur essendo dotato delle medesime capacità di protezione; risulta invece più grosso e pesante del MICH TC-2000 attualmente adottato dall'US Army e dai reparti speciali della US Navy, USAF e USMC: la maggiore dimensione fornisce tuttavia protezione aggiuntiva.
A partire dal 2007 l'elmetto è affiancato da una protezione per la nuca.